# Cydistomyia fijiensis
Cydistomyia fijiensis är en tvåvingeart som beskrevs av Burger 2006. Cydistomyia fijiensis ingår i släktet Cydistomyia och familjen bromsar.
Artens utbredningsområde är Fiji. Inga underarter finns listade i Catalogue of Life.